# Phacellocerina silvanae
Phacellocerina silvanae là một loài bọ cánh cứng trong họ Cerambycidae.